# Alant
Alant (Inula) is een geslacht uit de composietenfamilie (Asteraceae).
Gemeenschappelijke kenmerken zijn dat de pappus uit haren bestaat, dat stroschubben ontbreken en dat de bloemhoofdjes vrij vlak zijn.

## Soorten
- Het donderkruid (Inula conyzae) heeft bovenaan stengelbladen die hartvormig stengelomvattend zijn. De bloemhoofdjes zijn circa 1 cm breed en staan alleen of in kleine groepjes.
- De Griekse alant (Inula helenium) heeft meer dan 4 mm brede omwindselbladen.
- De Engelse alant (Inula britannica) heeft niet glanzende, niet stijve stengelbladen, waarvan de onderste bij de voet steelachtig versmald zijn. De stengel is vaak maar niet altijd wollig behaard.
- De wilgalant (Inula salicina) heeft stengelbladeren die wel stijf en glanzend zijn. De stengel is grotendeels kaal.
- De zeealant (Inula crithmoides) is een tot 1 m hoog overblijvend kruid dat in Europa en Azië voorkomt langs zoute moerassen en zeekliffen. De plant heeft smalle vlezige bladeren. De grote bloemhoofdjes hebben 6 schijnkroonbladen. De bloemen zijn hermafrodiet. Er kan zelfbevruchting optreden, maar bestuiving door bijen, kevers en vliegen is ook mogelijk. Jonge bladen kunnen gekookt en gegeten worden.

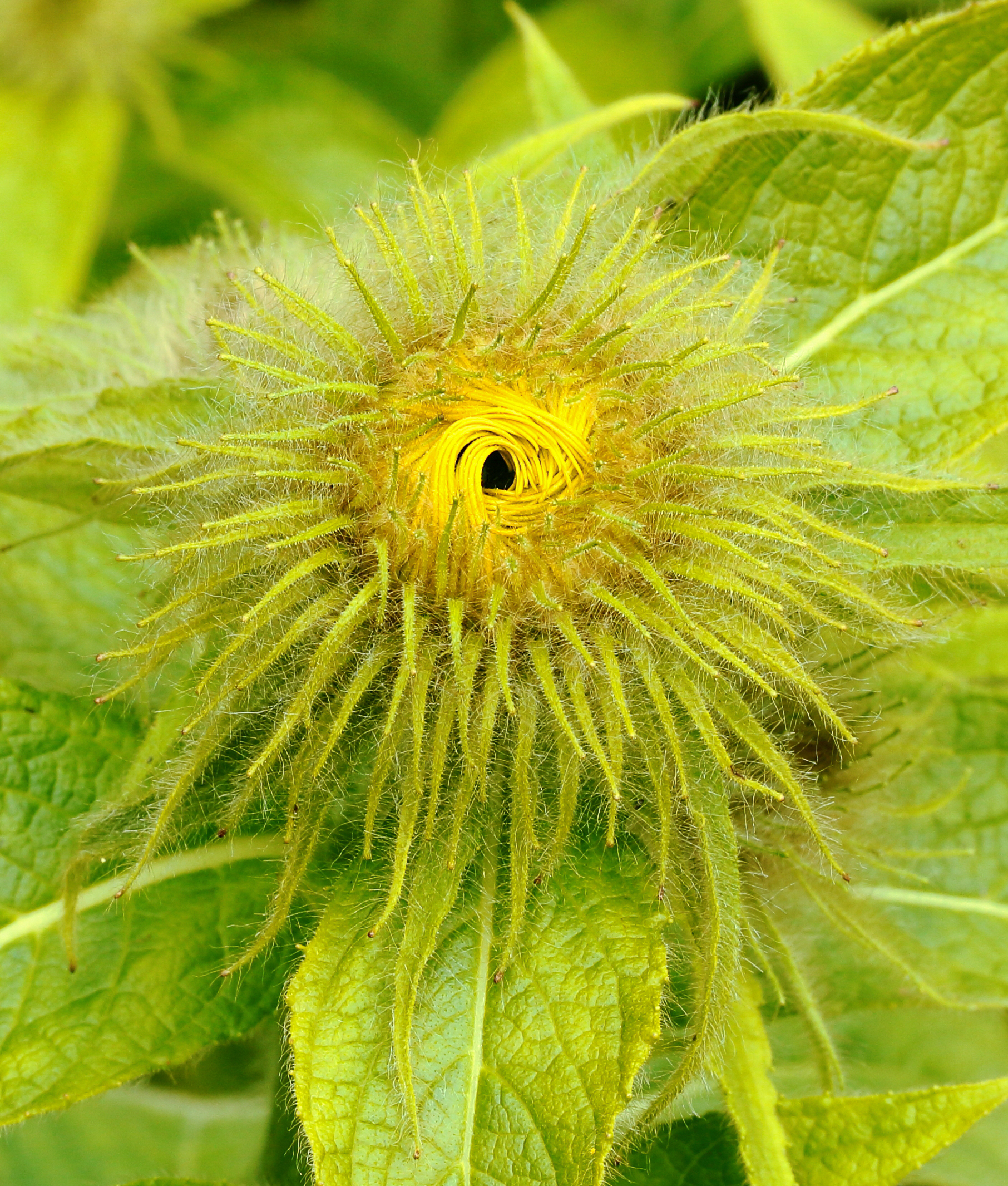
Ontluikende bloemknop
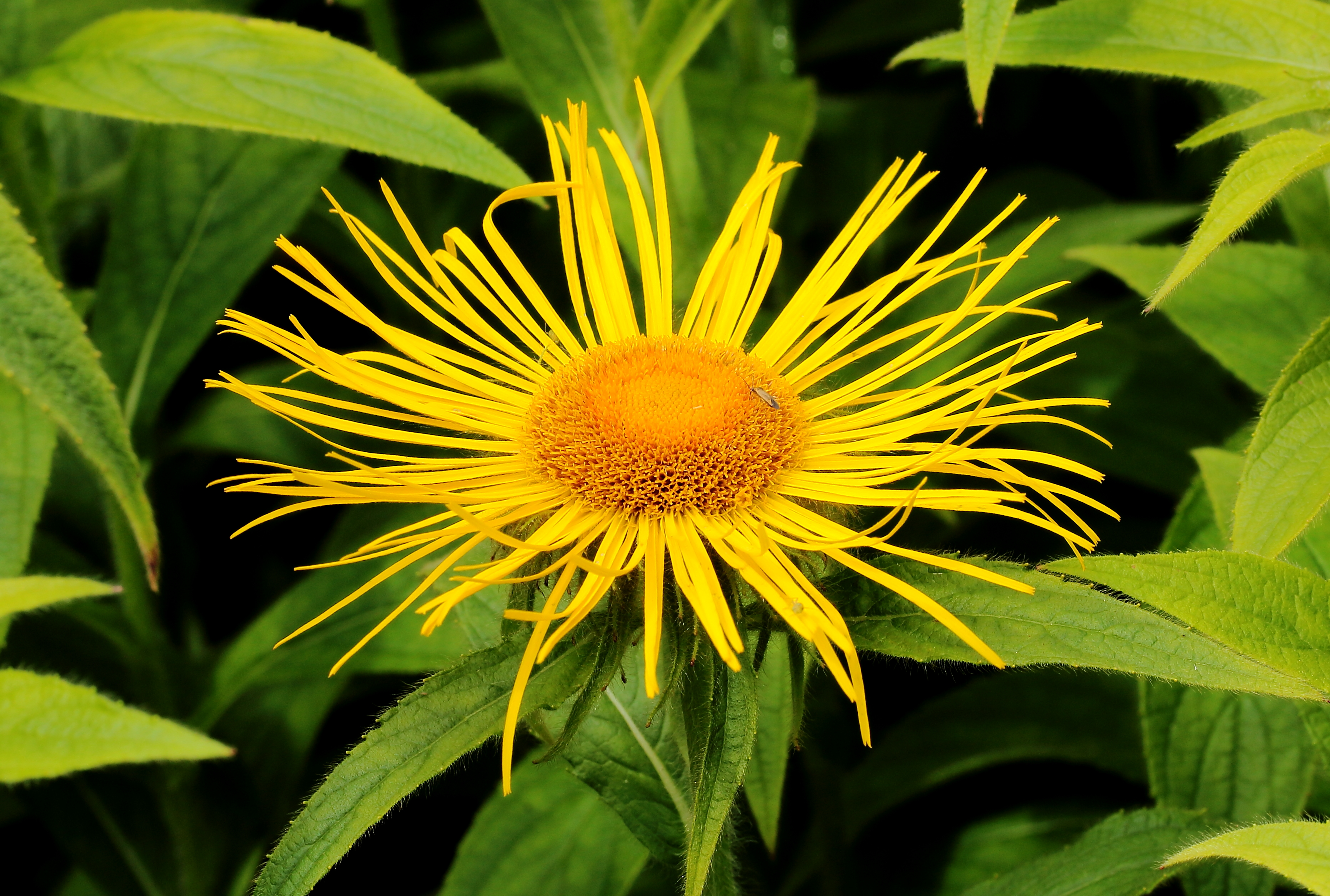
Bloeiwijze

... · 
I. britannica (Engelse alant) · 
I. conyzae (Donderkruid) · 
I. helenium (Griekse alant) ·  
I. salicina (Wilgalant) · 
...